# Heinz Grossekettler
Heinz Grossekettler (* 6. April 1939 in Istanbul; † 17. Januar 2019) war ein deutscher Volkswirt.

## Leben
Geboren in Istanbul als Sohn des Exportleiters einer deutschen Maschinenbaufabrik, kam Grossekettler nach dem frühen Tod des Vaters und einigen kriegs- bzw. fluchtbedingten Zwischenstationen (Zoppot, Weimar, Berlin, Kassel, Baden-Baden) nach Mainz, wo er das Gymnasium bis zum Abitur besuchte. Zur Finanzierung seines Studiums machte er eine Ausbildung zum Marineoffizier. Bis zu seinem Lebensende war er Fregattenkapitän der Reserve.
Von 1963 bis 1968 studierte er an der Universität Mainz Volkswirtschaftslehre; er war Stipendiat in Paris und Brüssel. 1972 promovierte er bei Professor Otto Gandenberger, 1975 folgte die Habilitation mit der Venia für „Volkswirtschaftslehre einschließlich Finanzwissenschaft“. Von 1975 bis 2007 lehrte Grossekettler an der Westfälischen Wilhelms-Universität in Münster zunächst Industrieökonomik und – ab 1978 und nach Ablehnung eines Rufs nach Hamburg – Finanzwissenschaft. 1979 zum Direktor des Instituts für Finanzwissenschaft ernannt, wurde er 1989 in den Wissenschaftlichen Beirat des Bundesministeriums der Finanzen berufen, dessen Vorsitzender er von 2003 bis 2006 war.
Er beendete seine aktive Zeit als Professor an der Westfälischen Wilhelms-Universität am 6. Juli 2007. Seine Abschiedsvorlesung widmete er dem Thema „40 Jahre Stabilitäts- und Wachstumsgesetz“. Sein Nachfolger am Institut für Finanzwissenschaft der Universität Münster ist Johannes Becker. Des Weiteren hielt er Vorlesungen im Fach VWL an der VWA (Verwaltungs- und Wirtschaftsakademie) in Münster.
Grossekettler war in zweiter Ehe verheiratet mit Sigrid Grossekettler (geb. Flasse) und hat einen Sohn, den Kardiologen Ulrich Grossekettler.

## Wirken
Grossekettlers Forschungsschwerpunkte in der Finanzwissenschaft waren die staatswirtschaftliche Allokationstheorie und die Verwaltungsökonomik (vgl. New Public Management). Weitere Schwerpunkte seiner Arbeit waren die Analyse der Funktionsfähigkeit von Märkten mit Hilfe des Koordinationsmängel-Diagnosekonzepts (KMD-Konzept), Ursachen von Staatsversagen und die Verfassungsökonomik. Daneben befasst er sich mit der Geschichte der Wirtschaftswissenschaften, insbesondere der Geschichte des Ordoliberalismus, als dessen Vertreter er galt. Gastprofessor war er in Kristiansand und Paris.
Zu seinen vielen ehemaligen Studenten und Mitarbeitern zählen unter anderem der frühere sächsische Ministerpräsident Georg Milbradt, der ehemalige rheinland-pfälzische Finanzminister Ingolf Deubel und der Hochschullehrer Korbinian von Blanckenburg.
Grossekettler war Mitunterzeichner des eurokritischen Manifests Die währungspolitischen Beschlüsse von Maastricht: Eine Gefahr für Europa (1992).

## Publikationen

### Bücher
- Fritz Neumark: Engagierter Finanzwissenschaftler und Politikberater. Societäts Verlag, Frankfurt am Main 2013.
- mit Andreas Hadamitzky und Christian Lorenz: Volkswirtschaftslehre. 2. Auflage. Konstanz 2008.
- mit Th. Apolte u. a.: Vahlens Kompendium der Wirtschaftstheorie und Wirtschaftspolitik. 9. Auflage. München 2007.
- Die Wirtschaftsordnung als Gestaltungsaufgabe. Entstehungsgeschichte und Entwicklungsperspektiven des Ordoliberalismus nach 50 Jahren Sozialer Marktwirtschaft. Münster/Hamburg 1997.
- mit M. Borchert: Preis- und Wettbewerbstheorie. Marktprozesse als analytisches Problem und ordnungspolitische Gestaltungsaufgabe. Stuttgart u. a. O. 1985.
- Macht, Strategie und Wettbewerb. Versuch einer prüfbaren Theorie des strategischen Unternehmensverhaltens. Dissertation. Mainz 1972. (Dissertationspreis 1972 der Johannes-Gutenberg-Universität)